# Westmeston
Westmeston är en ort och civil parish i Storbritannien.   Den ligger i grevskapet East Sussex och riksdelen England, i den södra delen av landet, 70 km söder om huvudstaden London. Westmeston ligger 97 meter över havet och antalet invånare är 307.
Terrängen runt Westmeston är platt norrut, men söderut är den kuperad. Runt Westmeston är det mycket tätbefolkat, med 1 135 invånare per kvadratkilometer. Närmaste större samhälle är Brighton, 9,2 km söder om Westmeston. Trakten runt Westmeston består till största delen av jordbruksmark.